# Jumpin' Jack Flash (film)
Pour la chanson des Rolling Stones, voir Jumpin' Jack Flash.
Pour plus de détails, voir Fiche technique et Distribution.
Jumpin' Jack Flash est un film d'espionnage américain réalisé par Penny Marshall et sorti en 1986.

## Synopsis
Une employée de banque impulsive mais téméraire est plongée malgré elle dans une mystérieuse affaire d'espionnage lorsqu'un agent des Services Secrets britanniques sollicite son aide via son terminal de contrôle.

## Fiche technique
- Titre : Jumpin' Jack Flash
- Réalisation : Penny Marshall
- Scénario : David Franzoni, Charles Shyer, Nancy Meyers & Christopher Thompson
- Musique : Thomas Newman
- Photographie : Matthew F. Leonetti
- Montage : Mark Goldblatt
- Production : Lawrence Gordon & Joel Silver
- Sociétés de production : Lawrence Gordon Productions, Silver Pictures & 20th Century Fox
- Société de distribution : 20th Century Fox
- Pays :  États-Unis
- Langue : Anglais
- Format : Couleur - Dolby - 35 mm - 1.85:1
- Genre : Comédie, Espionnage
- Durée : 100 min
- Date de sortie :  10 octobre 1986

## Distribution
- Whoopi Goldberg (VF : Jacqueline Cohen) : Terry Dolittle
- John Wood (VF : Jean-Claude Michel) : Jeremy Talbott
- Stephen Collins (VF : Michel Derain) : Marty Phillips / Peter Caen
- Carol Kane (VF : Virginie Ledieu) : Cynthia
- Annie Potts : Liz Carlson
- Jonathan Pryce (VF : Henri Courseaux) : Jack
- Peter Michael Goetz (en) (VF : Philippe Dumat) : James Page
- Roscoe Lee Browne (VF : Sady Rebbot) : Archer Lincoln
- Jon Lovitz (VF : Joël Martineau) : Doug
- Jeroen Krabbé (VF : Pascal Renwick) : Mark Van Meter
- James Belushi (VF : Jacques Ferrière) : Le réparateur / Le chauffeur de taxi / Le policier
- Phil Hartman (VF : Marc François) : Fred
- Lynne Marie Stewart (VF : Anne Rochant) : Karen
- Tony Hendra : Hunter
- Sara Botsford (VF : Martine Sarcey) : Lady Sarah Billings
- Vyto Ruginis : Carl
- Garry Marshall : Le détective de police
- Michael McKean (VF : Jean-Luc Kayser) : Leslie (non crédité)
- Tracey Ullman (VF : Monique Thierry) : Fiona
- Ren Woods (VF : Marie-Christine Darah) : Jackie Valentine

## Anecdotes
Modèle:Listes
- Premier film pour Penny Marshall.
- Shelley Long devait au départ interprèter le rôle de Terry Dolittle.
- Howard Zieff était le réalisateur attitré pour le film. Il fut remplacé par Penny Marshall après six semaines de production.
- Whoopi Goldberg et James Belushi se retrouvèrent trois ans plus tard sur le film Voyageurs sans permis.